# Kirvesselkä
Kirvesselkä är en fjärd i sjön Kuolimo i Finland.   Den ligger i landskapet Södra Karelen, i den södra delen av landet, 180 km nordost om huvudstaden Helsingfors. 